# Port Muhammad Bin Qasim
Le port Muhammad Bin Qasim (en ourdou: محمد بن قاسم بندرگاہ), ou simplement Port Qasim, est un port situé au bord de la mer d'Arabie à Karachi, capitale économique du Pakistan. Il est le deuxième port le plus important du pays derrière le port de Karachi.
Plus de 80 % de l'industrie automobile pakistanaise transite par le port Muhammad Bin Qasim.
Le port tire son nom de Muhammad ibn al-Qasim.